# Софія Саматар
Софія Саматар  (англ. Sofia Samatar) (нар. 24 жовтня 1971, Індіана, США) — американська письменниця сомалійського походження, авторка фентезійних та науково-фантастичних творів, викладачка.

## Біографія
Софія Саматар народилась у 1971 році в невеликому містечку на півночі штату Індіана, США, в родині відомого сомалійського вченого, історика і письменника Саіда Шейха Саматара (1943 рік — 24 лютого 2015 р.). Мати Софії Саматар походила від менонітів швейцарсько-німецького походження з Північної Дакоти. Батьки Софії зустрілися в 1970 році в столиці Сомалі, де її мати викладала англійську мову. У Софії є брат Дель Саматар.
У дитинстві Софія багато подорожувала. До того, як їй виповнилося десять, встигла пожити в таких місцях, як Танзанія, Лондон, американські штати Ілінойс, Кентуккі і Нью-Джерсі. 
Навчалась в менонітській середній школі. Отримала ґрунтовну філологічну освіту в коледжі міста Гошен штату Індіана. Інститут вона закінчила в 1994 році із ступенем бакалавра мистецтв в області англійської філології. У 1997 році Саматар здобула ступінь магістра африканських мов і літератури в університеті Вісконсина, розташованому в місті Медісон, штат Вісконсин. Пізніше Софія Саматар стала доктором філософії в освітній установі того ж профілю, але зі спеціалізацією в сучасній арабській літературі. Темою її дисертації була творчість суданського письменника Тайіба Саліха. Говорить кількома мовами, серед яких арабська й англійська. Крім того, в коледжі вона вивчила суахілі і трохи освоїла за́нде, поки викладала в Судані. 
Після закінчення навчання Софія Саматар одружилася з американським письменником Кейтом Міллером, що виріс у Кенії. У подружжя загальний інтерес до східноафриканських країн і мов та двоє дітей: Ізабель і Домінік.
Софія Саматар працює доценткою і редакторкою нехудожньої літератури і поезії.

## Творча діяльність
Софія Саматар почала свою кар'єру учителькою. Разом з чоловіком вона протягом трьох років викладала англійську мову в Судані. Пізніше родина перебралася в Єгипет, де працювали учителями наступні 10 років. У 2013 році Саматар стала доценткою англійської мови Каліфорнійського державного університету, розташованого на острові Чаннел. Саматар викладає письменницьку майстерність і літературу, а також відкрила перший університетський курс арабської мови. 
Писати власні твори Саматар почала у 2012 році: це були поезії і рецензії на книги. Пізніше освоїла жанр оповідання, які були опубліковані в деяких виданнях. Її оповідання 2013 року Selkie Stories Are for Losers отримало велику популярність. Це було перше оповідання, написане у жанрі фентезі. Мати головного героя належить до міфічного народу селки. Чудовисько з оповідання «Назир» (похідне від арабського «дивитися») 2012 року нагадує героя сомалійської народної казки («Довге Вухо»). У 2013 році Саматар опублікувала перший роман, фентезі «Мандрівник в Олондрії». Роман був добре зустріли акдиторія і критика. Авторка отримала кілька міжнародних нагород. Крім прозової творчості, Софія Саматар експериментує в жанрі касид англійською. Письменниця з братом підготувала ілюстровану збірку віршів у прозі «Портрети чудовиськ». Видавництво Rose Metal Press опублікувало його у 2017 році. Продовження «Мандрівника в Олондрії» — «Крилаті історії») — опубліковано у 2016 році видавництвом Small Beer Press.
На творчість Саматар вплинули Ернест Гемінґвей, Джеймс Джойс, Вірджинія Вульф і Вільям Фолкнер, з творами яких вона познайомилась у підлітковому віці. Працюючи в Судані, Софія Саматар прочитала «У пошуках втраченого часу» Марселя Пруста, Ця книга багато в чому сформувала погляди письменниці. Саматар захоплюється також творами Дж. Р. Р. Толкіна, сестер Бронте і Урсули Ле Гуін та готичною прозою. Вона цікавиться середньовічними англійськими легендами, набиралася досвіду набиралася у сучасних письменників — Кормака Маккарті, Майкла Ондатже, Міраль Аль-Тахаві і Нури аль Номан, а особливо — в постмодерністських творах Кароль Масо. В поезії для авторки стали надихаючими вірші Райнера Марії Рільке. Завдяки сомалійському походженню Саматар додає до своїх робіт культурні особливості Північно-Східної Африки. Вона запозичує поетичні елементи сомалійської міфології, використовує окремі сюжети, скажімо, ті, що йдуть коренями до сомалійських народних казок.

## Відзнаки
Цикл «Олондрія» — Премія імені Вільяма Кроуфорда / Crawford Award, 2014
- Британська премія фентезі / British Fantasy Award, 2014.
- Премія імені Роберта Голдстока (найкращий фентезійний роман).
- Літературна премія в області фантастики Г'юго, 2014.